# Enzo Robotti
Enzo Robotti (* 13. Juni 1935 in Alessandria) ist ein ehemaliger italienischer Fußballspieler und späterer -trainer. Als Spieler war er vor allem im Trikot des AC Florenz erfolgreich und nahm mit der Nationalmannschaft seines Heimatlandes an der Fußball-Weltmeisterschaft 1962 in Chile teil. Später coachte Robotti unter anderem den AC Prato, Pisa Calcio und die US Avellino.

## Spielerkarriere

### Vereinskarriere
Enzo Robotti wurde am 13. Juni 1935 im norditalienischen Alessandria im Piemont geboren. Nachdem er zunächst in der Jugend des örtlichen Vereins US Alessandria Fußball gespielt hatte, wechselte er noch in der Jugend zu Juventus Turin, wo er schließlich bis 1955 den Rest seiner Jugendlaufbahn verbrachte. Von 1955 bis 1956 folgte eine Ausleihe zur US Sanremese, wo er in 31 Ligaspielen der Serie C erste Erfahrungen im fast professionellen Fußball sammelte, nach einem Jahr aber zu Juventus zurückkehrte. Dort konnte er sich aber nicht durchsetzen und kam in der Serie A 1956/57 nur auf fünfzehn Einsätze.
Daraufhin wechselte Enzo Robotti erneut den Arbeitgeber und schloss sich dem amtierenden italienischen Vizemeister AC Florenz an, wo er in der Folge acht Jahre bis 1965 verbringen sollte und in dieser Zeit 231 Ligaspiele mit zwei Toren absolvierte. Mit der Fiorentina gelang dem Abwehrspieler das Kunststück, in seinen ersten drei Jahren bei dem Verein dreimal Vizemeister zu werden. Am engsten war es dabei in der Saison 1958/59, als man drei Zähler hinter dem AC Mailand auf Rang zwei landete. Eine Meisterschaft konnte Enzo Robotti mit dem AC Florenz jedoch nicht gewinnen. Dennoch zählte die Fiorentina-Mannschaft der frühen 1960er-Jahre zu den erfolgreichsten Teams des Vereins überhaupt. Nachdem man im Jahr zuvor bereits unterlegener Finalist war, erreichte das Team von Trainer Giuseppe Chiappella in der Coppa Italia 1960/61 nach Erfolgen über den FC Messina, den AS Rom sowie Juventus Turin erneut das Finale, wo man auf Lazio Rom traf. Durch Tore von Gianfranco Petris und Luigi Milan gewann Florenz das Endspiel mit 2:0 und sicherte sich den Pokalsieg, einhergehend mit der Qualifikation für den Europapokal der Pokalsieger 1961/62. In diesem Turnier war man Titelverteidiger, obwohl der Pokalsieg 1959/60 an den AC Mailand gegangen war. Da dieser jedoch auch Meister wurde, qualifizierte sich der AC Florenz auch für den Europapokal der Pokalsieger 1960/61. In diesem Wettbewerb – im Übrigen der erste seiner Art – drang man nach Siegen über den FC Luzern und Dinamo Zagreb ins Endspiel vor, wo man die Glasgow Rangers mit 4:1 nach Hin- und Rückspiel besiegte und sich zum ersten Europapokalsieger der Pokalsieger aufschwang. Auch im Folgejahr erreichte man das Finale, unterlag dort aber dem spanischen Vertreter Atlético Madrid mit 0:3 im Wiederholungsspiel, nachdem das eigentliche Finale mit 1:1 nach Verlängerung zu Ende gegangen war.
Nach 1961 gelang Robotti kein weiterer Titelgewinn mit dem AC Florenz. Er verließ den Verein 1965 in Richtung des AC Brescia. Dort absolvierte er in zwei Jahren 49 Ligaspiele mit einem Tor im Rahmen der Serie A. Als Aufsteiger schaffte Brescia in der Serie A 1965/66 als Neunter souverän den Klassenerhalt. Im Jahr darauf gelang gleiches Vorhaben mit Platz vierzehn und einem Punkt Vorsprung auf den ersten Absteiger Lazio Rom nur denkbar knapp. In der Saison 1967/68 spielte Enzo Robotti schließlich noch für den AS Rom. Mit 21 Saisonspielen trug er zum Erreichen von Platz elf bei. Im Sommer 1968 beendete Enzo Robotti seine Laufbahn als Fußballspieler im Alter von 33 Jahren.

### Nationalmannschaft
Zwischen 1958 und 1965 machte Enzo Robotti insgesamt fünfzehn Länderspiele für die italienische Fußballnationalmannschaft. Von Nationalcoach Paolo Mazza wurde er ins Aufgebot der Italiener für die Fußball-Weltmeisterschaft 1962 in Chile berufen. Bei dem Turnier kam Robotti in allen drei Partien der italienischen Mannschaft zum Einsatz. Die Weltmeisterschaft 1962 verlief für die italienische Mannschaft aber insgesamt enttäuschend. Nach einem torlosen Remis gegen die Bundesrepublik Deutschland zu Beginn unterlag man in der berühmten Schlacht von Santiago dem chilenischen Gastgeber mit 0:2, was bereits das Aus nach dem zweiten Spiel der Gruppenphase bedeutete. Daran konnte auch der 3:0-Sieg im letzten Gruppenspiel gegen die Schweiz nichts ändern.

## Trainerkarriere
Nach dem Ende seiner Laufbahn als Fußballspieler wurde Enzo Robotti Trainer. Seine erste Station hatte er von 1970 bis 1971 bei Polisportiva Aquila Montevarchi. Danach folgte eine zweijährige Tätigkeit beim AC Prato in der Serie C. Danach wirkte er genauso lang beim Ligakonkurrenten Pisa Calcio, mit dem jedoch nicht der Aufstieg in die Serie B glückte. Zwischen 1975 und 1977 war Robotti für die Geschicke bei US Grosseto zuständig. Auch hier sprangen in beiden Spielzeiten Mittelfeldplatzierungen in der Serie C heraus. Danach arbeitete er wiederum zwei Jahre bei AS Montecatini in der Serie D. Als Zweiter der Girone E gelang in der Saison 1977/78 der Aufstieg in die Serie C2, wo im Folgejahr als Siebter der Girone A der Klassenerhalt erzielt wurde.
Ab 1980 war Enzo Robotti zwei Jahre lang beim Drittligisten Spezia Calcio aktiv, stieg mit dem Verein jedoch im ersten Jahr in die Serie C2 ab. Dort wurde man im Folgejahr nur Neunter und verpasste den direkten Wiederaufstieg deutlich, woraufhin sich die Wege von Verein und Trainer trennten. In der Spielzeit 1982/83 coachte Robotti den Drittligisten Fano Calcio, den er auf Platz sieben der Girone A der Serie C1 führte. Danach wechselte Robotti zum Ligakonkurrenten Rondinella Marzocco aus Florenz, wo er im ersten Jahr erneut Siebter wurde. Im Jahr darauf rangierte man nach dem Ende aller Spieltage auf dem zehnten Platz.
In der Saison 1985/86 hatte Enzo Robotti seine erste und auch einzige Station in der Serie A. Zusammen mit dem technischen Direktor Tomislav Ivić trainierte der ehemalige Verteidiger die Mannschaft des US Avellino. Als Zwölfter gelang mit vier Punkten Vorsprung auf Pisa Calcio der Klassenerhalt. Dennoch wurde das Trainergespann danach durch Luís Vinício ersetzt. Zu Beginn der Drittligasaison 1987/88 übernahm Robotti bei Zweitligaabsteiger Cagliari Calcio, wurde jedoch nach schlechtem Start früh entlassen. 1988 bis 1989 trainierte Robotti Frosinone Calcio in der Serie C1, stieg mit dem Verein jedoch ab. Es folgten danach nur noch zwei Trainerstationen, sowohl von 1989 bis 1990 bei Rondinella Marzocco als auch von 1990 bis 1991 bei Trento Calcio blieben Erfolge jedoch aus.

## Erfolge
- Europapokal der Pokalsieger: 1×

1960/61 mit dem AC Florenz
- Alpenpokal: 1×

1961 mit der italienischen Auswahl
- Italienischer Pokalsieg: 1×

1960/61 mit dem AC Florenz